# Orgilus coracinus
Orgilus coracinus är en stekelart som beskrevs av Muesebeck 1970. Orgilus coracinus ingår i släktet Orgilus och familjen bracksteklar. Inga underarter finns listade i Catalogue of Life.